# Criolla Chica
Criolla Chica (auch Criolla chica) ist eine hellrote, sehr ertragreiche Rebsorte. Am weitesten verbreitet ist sie in Argentinien, wo sie ca. 1800 ha bestockter Rebfläche belegt. Es wird vermutet, dass sowohl Criolla Chica als auch die Rebsorten Criolla grande, Mission und Cereza von Reben abstammen, die der Jesuitenpater Cédron im Jahr 1557 nach Argentinien brachte. Sie sollen erstmals in der Umgebung von Santiago del Estero angepflanzt worden sein.
Aus Criolla Chica werden mehr oder weniger dunkle Weiß- oder Roséweine für den Massenmarkt erzeugt, die oft in Schlauchgebinden oder großen Flaschen abgefüllt werden. Diese Weine dienen oft auch zum Verschneiden mit kräftigen Rotweinen.
Die Rebsorte Criolla Chica ist eine hellere und kleinere Spielart von Criolla grande. Eine im Jahr 2003 veröffentlichte Studie der Institute Department of Viticulture and Enology, University of California, Davis und Facultad de Ciencias Agrarias, Universidad Nacional de Cuyo, Mendoza, Argentina legt den Schluss nahe, das die Rebsorten Torrontés Riojano Torrontés Sanjuanino und Moscatel Amarillo eine natürliche Kreuzung der Rebsorten Criolla Chica x Muscat d’Alexandrie sind.
Siehe auch den Artikel Weinbau in Argentinien oder die Liste von Rebsorten.
Synonyme:  Negra Corriente, Uva Pais